# Santos Reto Neyra
Santos Reto Neyra (Bellavista, 15 de julio de 1950) es un educador y político peruano. Fue congresista de la república durante el periodo 1995-2000 y alcalde del distrito de Bellavista en 3 ocasiones.

## Biografía
Nació en el distrito de Bellavista, ubicado en la ciudad de Piura, el 15 de julio de 1950.
Sus estudios primarios los efectuó en la escuela 1035, y los secundarios en la GUE Carlos A. Salaverry, ambos de Sullana. Es educador, egresado de la Escuela Normal de Piura.
Fue dirigente gremial del Sutep-Sullana, así como dirigente cooperativo y luego ejerció como director en la Escuela 14817, en Lancones, localidad situada en la frontera con el Ecuador.

## Carrera política
Estuvo como militante de la alianza Izquierda Unida liderada por el exalcalde de Lima, Alfonso Barrantes.
Su carrera política se inicia cuando fue elegido regidor del distrito de Bellavista en las elecciones municipales de 1980.

### Alcalde de Bellavista
Para las elecciones de 1983, postuló a la alcaldía del distrito de Bellavista donde resultó elegido para el periodo 1984-1986 y luego en las siguientes elecciones logró su reelección para otro periodo hasta 1989. Ese año intentó una segunda reelección con la Lista 5, sin embargo, fracasó y no fue electo.
Intentó también en las elecciones generales de 1990 ser diputado por la Izquierda Socialista en representación de su natal Piura.
En las elecciones municipales de 1993 regresó nuevamente como alcalde de Bellavista con el Movimiento de Instituciones y Org. Populares.

### Congresista de la República
Para las elecciones de 1995, se afilió al partido Unión por el Perú liderado por Javier Pérez de Cuéllar quien postulaba a la presidencia de la república. Reto luego postuló al Congreso de la República logrando ser elegido con 8,875 para el periodo parlamentario 1995-2000.
En su labor legislativa integró diversas comisiones parlamentarias y fue miembro de la oposición al gobierno de Alberto Fujimori.
Culminando su mandato intentó la reelección en las elecciones parlamentarias del año 2000 donde no logró una curul y de igual manera en las elecciones del año 2001 por la alianza Unión por el Perú - Social Democracia.